# オルド 黄金の国の魔術師
『オルド 黄金の国の魔術師』（おるど おうごんのくにのまじゅつし、原題：Орда）は、2012年公開のロシア映画。
14世紀のキプチャク・ハン国のハンの位をめぐる暗闘と聖アレクシイの受難を描いた文芸映画である。
日本では劇場公開されず、2013年2月2日にDVDが発売された。

## キャスト
- モスクワ府主教アレクシイ（ロシア語版）：マクシム・スハーノフ
- キプチャク・ハン国皇太后タイドゥラ（ロシア語版）：ロザ・カイルリーナ
- キプチャク・ハン国のハン・ジャニベク：イノケンティ・ダカイアロフ
- ヒョードル：アレクサンドル・ヤツェンコ
- モスクワ大公国・王太子イワン：ヴィタリー・カエフ
- キプチャク・ハン国のハン・ティニベク：アンドレイ・パーニン
- ジャニベクの百人隊長：ダウレット・アブドイガホロフ
- アビルダ：トレフベルゲン・バイサカロフ
- ティメール：フェド・ルホフ
- ベルディベク：モゲ・ウルジャク

## スタッフ
- 監督：アンドレイ・プロシュキン
- 脚本：ユーリー・アラボフ
- 撮影：ユーリー・ライスキー
- 美術：セルゲイ・フェヴラリョフ
- 音楽：アレクセイ・アイギ
- 製作総指揮：アレクセイ・カルプシン
- 製作：ナタリア・ゴスチュシーナ、セルゲイ・クラヴェツ
- 視覚効果：セルゲイ・ムラヴィエフ

## 受賞歴
- 第34回モスクワ国際映画祭 - 最優秀監督賞、主演女優賞（ロザ・カイルリーナ）、審査員特別賞